# 901 Brunsia
901 Brunsia eller 1918 EE är en asteroid i huvudbältet, som upptäcktes 30 augusti 1918 av den tyske astronomen Max Wolf. den är uppkallad defter den tyske astronomen Heinrich Bruns.
Asteroiden har en diameter på ungefär 13 kilometer och den tillhör asteroidgruppen Flora.